# 울주명지초등학교
울주명지초등학교(蔚州明志初等學校)는 대한민국 울산광역시 울주군에 있는 공립 초등학교이다.

## 학교 연혁
- 2007년 12월 27일 울주명지국민학교로 설립인가
- 2008년 3월 3일 초대 류진주 교장 취임
- 2008년 4월 28일 병설유치원 개원 1학급
- 2009년 3월 1일 2009학년도 교원능력개발평가 시범학교 지정 운영
- 2011년 3월 1일 제2대 이선옥 교장 취임
- 2012년 2월 15일 제4회 졸업식(남 105명, 여 89명 계 194명) 총 졸업생 수 788명
- 2012년 3월 1일 ~ 2015년 2월 28일 교육과학기술부 지정 창의·인성 모델 연구학교 지정(3년)
- 2012년 3월 2일 제5회 입학식 187명
- 2012년 9월 1일 제3대 홍병철 교장 취임
- 2012년 12월 28일 학교폭력 예방 활동 우수학교 장관 표창(교육과학기술부)
- 2013년 2월 19일 제5회 졸업식(남 123명, 여 108명 계 231명) 총 졸업생 수 788명
- 2013년 3월 2일 2013학년도 입학식 (입학생 166명)
- 2014년 2월 19일 제6회 졸업식(남 111명, 여 123명 계 234명) 총 졸업생 수 1253명
- 2014년 3월 1일 제4대 윤경원 교장 부임
- 2014년 3월 3일 2014학년도 입학식 (입학생 186명)
- 2016년 2월 21일 2016학년도 졸업식(졸업생 536명)

## 참고 자료
- 울주명지초등학교 - 한국교육학술정보원 학교알리미